# Golpe de Estado en Surinam de 1990
El Golpe de Estado surinamés de 1990, generalmente conocido como el Golpe telefónico (en neerlandés: De Telefooncoup), fue un golpe militar en Surinam que tuvo lugar el 24 de diciembre de 1990. El golpe fue llevado a cabo por el Comandante en Jefe interino del Ejército Nacional Surinamés (SNL) y Jefe de Policía Ivan Graanoogst. Como resultado del golpe, el presidente Ramsewak Shankar fue destituido del poder, y el parlamento y el gobierno fueron desmantelados.

## Antecedentes
El 25 de febrero de 1980, se produjo un golpe de Estado militar en Surinam. Fue organizado por el sargento mayor Dési Bouterse, quien comenzó a gobernar Surinam como un dictador, encabezando el Consejo Militar Nacional (ascendiendo a teniente coronel, el rango más alto en el SNL). Disolvió la Asamblea Nacional, suspendió la Constitución, impuso un estado de emergencia en el país y creó un tribunal especial, que consideró los casos de los miembros del gobierno anterior.
En 1987, luego de protestas y el desarrollo de una guerra civil, Bouterse acordó restablecer la Constitución y celebrar elecciones, con la condición de que siguiera siendo el jefe del SNL. Sin embargo, en las elecciones generales de noviembre de 1987, el Partido Nacional Democrático (el partido encabezado por Bouterse) recibió solo 3 de 51 escaños en la Asamblea Nacional, mientras que la oposición recibió 40. La elección presidencial celebrada el 25 de enero de 1988 fue ganada por Ramsewak Shankar, a quien no le gustaba el SNL, y Henck Arron, quien fue derrocado en el golpe de 1980, fue nombrado primer ministro. La tensión entre el gobierno y el SNL estaba creciendo. El 22 de diciembre de 1990, Bouterse renunció como comandante en jefe, declarando que no podía cumplir el papel de un payaso que "no tiene orgullo ni dignidad". Fue sucedido por Ivan Graanoogst de forma interina.

## El golpe
El 24 de diciembre de 1990, alrededor de la medianoche, Graanoogst llamó por teléfono al presidente Shankar para informarle que estaba siendo depuesto y que él y su gabinete "deberían quedarse en casa". Las tropas golpistas tomaron el control de Paramaribo y Graanoogst asumió el poder de forma interina durante cinco días.  El 27 de diciembre, el gobierno de Shankar fue oficialmente destituido, la Asamblea Nacional se disolvió y Johan Kraag fue nombrado nuevo Presidente interino el 29 de diciembre. El 31 de diciembre Bouterse fue reelegido como Comandante en Jefe de la SNL, convirtiéndose así en el gobernante de facto del país.

## Reacciones
Los Países Bajos reaccionaron negativamente al golpe y dejaron de asignar fondos para el desarrollo de Surinam. Solo después de la toma de posesión del presidente Ronald Venetiaan en 1991, las relaciones entre Surinam y los Países Bajos mejoraron significativamente.
Toda la comunidad internacional percibió negativamente el golpe y, bajo su presión, el SNL se vio obligado a celebrar las elecciones generales de mayo de 1991 con la participación de observadores internacionales.

## Consecuencias
Menos de un año después, el teniente coronel Bouterse nuevamente transfirió el poder al gobierno civil, que nuevamente fue liderado por la oposición. De 1991 a 1996, el presidente fue Ronald Venetiaan, un oponente de Bouterse. En las elecciones presidenciales de 2010, Bouterse sería elegido democráticamente como presidente de Surinam.